# Shlomo Dykman
Shlomo Dykman (ur. 10 lutego 1917 w Warszawie, zm. 17 marca 1965 w Izraelu) – polski i izraelski tłumacz i filolog klasyczny.
Po ukończeniu żydowskiego gimnazjum dla chłopców „Hinuch” studiował filologię klasyczną w Instytucie Studiów Żydowskich na Uniwersytecie Warszawskim. Pierwszych tłumaczeń literackich i wydawniczych dokonał w 1935, większość stanowiły tłumaczenia z języka hebrajskiego na polski. W 1939 opublikował polskie tłumaczenia wszystkich wierszy Chajma Nachmana Bialika. Po wybuchu II wojny światowej przedostał się do ZSRR i zamieszkał w Bucharze, gdzie uczył hebrajskiego. W 1944 został aresztowany przez NKWD i oskarżony o działalność syjonistyczną i kontrrewolucyjną. Początkowo skazano go na śmierć, a następnie wyrok zamieniono na dziesięć lat ciężkich robót w kopalni węgla w północnym Uralu. Do Warszawy powrócił w 1957, trzy lata później wyjechał do Izraela i zamieszkał w Jerozolimie. Shlomo Dykman przetłumaczył i opublikował wiele przekładów z łaciny i greki na hebrajski, otrzymał nagrodę im. Czernichowskiego (1961) oraz Izraelską Nagrodę ministra Edukacji „Izrael Prize” (1965) (pośmiertnie).